# 秘鲁人
秘鲁人（西班牙語：peruanos）是指秘鲁境內生活的人群以及具有秘魯國籍的人。在數千年之前，秘魯境內的安第斯山脉和沿海地帶就出現了古代文明。後來印加帝國建立後，秘魯部分地區成為該帝國的一部分。1520年代，秘魯境內人口為500-900万，但在16世纪之後秘魯受到西班牙征服印加帝国以及西班牙人携带的传染病影響；1620年，秘魯境內的人口减少至约60万。
在西班牙統治秘魯後，西班牙人和非洲人相繼抵达秘魯，並且与秘鲁原住民混居。秘魯從西班牙獨立後，以西班牙和意大利為主的一些歐洲人移民至秘魯。19世纪末，一些中國人和日本人開始移民至秘魯。
根据2017年秘魯人口普查，秘鲁人口為3120万，是南美洲人口第五多的国家。1950年至2000年间，其人口增长率从2.6%下降到1.6%；预计到2050年，該國人口将达到约4600 - 5100万。截至2017年，秘魯境內79.3%的人居住在城市，20.7%的人居住在农村。秘魯境內人口超過25萬的城市有利马、阿雷基帕、特鲁希略、奇克拉约、皮乌拉、伊基托斯、万卡约、庫斯科和普卡尔帕。